# Białokurowicze Nowe
Białokurowicze Nowe (ukr. Нові Білокоровичі, Nowi Biłokorowyczi) – osiedle typu miejskiego na Ukrainie, w obwodzie żytomierskim, w rejonie korosteńskim.
Znajduje się tu stacja kolejowa Białokurowicze, położona na linii Kijów – Sarny – Kowel.